# في إتجاه الجنوب
في إتجاه الجنوب هو فيلم من نوع دراما أُصدر في 2005. الفيلم من توزيع ستوديو كنال، وهو من إخراج لوران كانتيه، أما السيناريو فكان من كتابة لوران كانتيه وروبن كامبيو وDany Laferrière ‏ وSandy Whitelaw ‏.

## القصة
تقع أحداث الفيلم في هايتي. وقصة الفيلم الرئيسية حول الدعارة والسياحة الجنسية.

## طاقم التمثيل
- Ménothy Cesar  [لغات أخرى]‏
- شارلوت رامبلينج
- كارين يونغ
- Vincent Violette  [لغات أخرى]‏
- لويز بورتال

## وصلات خارجية
- في إتجاه الجنوب على موقع IMDb (الإنجليزية)
- في إتجاه الجنوب على موقع ميتاكريتيك (الإنجليزية)
- في إتجاه الجنوب على موقع روتن توميتوز (الإنجليزية)
- في إتجاه الجنوب على موقع نتفليكس (الإنجليزية)
- في إتجاه الجنوب على موقع ألو سيني (الفرنسية)
- في إتجاه الجنوب على موقع أول موفي (الإنجليزية)
- في إتجاه الجنوب على موقع فيلمافينيتي (الإسبانية)
- في إتجاه الجنوب على موقع قاعدة بيانات الأفلام السويدية (السويدية)
- في إتجاه الجنوب على موقع قاعدة بيانات الفيلم (الإنجليزية)
- في إتجاه الجنوب على موقع ليتربوكسد (الإنجليزية)